# 愛の反逆
「愛の反逆」（あいのはんぎゃく）は、ずうとるびの9枚目のシングル。
1976年7月10日にエレックレコードから発売された。

## 解説
- 今作の作詞は千家和也。作曲は「恋があぶない」から6作ぶりとなった佐瀬寿一。
- 前作「ペチャパイブギ」の悪ノリ・ギャグ路線から一転、正統派のアイドル歌謡となっている。
- 今作のリリース直後、エレックレコードが倒産した。

## 収録曲
A面
- 愛の反逆（作詞：千家和也、作曲：佐瀬寿一）

B面
- 美しい涙（作詞：千家和也、作曲：佐瀬寿一）